# Валериј Легасов
Валериј Алексејевич Легасов (рус. Валерий Алексеевич Легасов; 1. септембар 1936 — 27. април 1988) био је истакнути совјетски неоргански хемичар и пуноправни члан Академије наука Совјетског Савеза. Познат је као шеф комисије која је истраживала Чернобиљску катастрофу.

## Биографија
Легасов је рођен у Тули у породици цивилних радника 1. септембра 1936. године. Средњу школу завршио је у Курску. Између 1949. и 1954. године, студирао је у Школи 56 у Москви и дипломирао са златном медаљом. Школа сада носи његово име и његова бронзана статуа стоји на улазу.
Дипломирао је на Факултету физичко-хемијског инжењерства на Московском институту за хемију и технологију Мендељејев. Радио је као секретар Комсомолског комитета Московског института за хемијску технологију. Постдипломске студије започео је 1962. године на Департману за молекуларну физику Института атомске енергије Курчатов, прво као млађи, затим као виши истраживач, а на крају и као вођа лабораторије. Своју тезу одбранио је 1967. године на Институту Курчатов, под надзором Исака Кикоина, о синтези једињења племенитих гасова и проучавању њихових својстава. Диплому је добио 1967. године, а докторат из хемије 1972. године, што је значајно достигнуће за 36-годишњег научника.
Изабран је за дописног члана Академије наука Совјетског Савеза 1976. године. Од 1978. до 1983. године био је професор на Московском физичко-техничком институту. Пуноправни члан Академије наука Совјетског Савеза постао је 1981. године на Департману за физику хемију и технологију неорганских материјала. Од 1983. године до смрти радио је као шеф Департмана за радиохемију и хемијску технологију на Хемијском факултету Московског државног универзитета Ломоносов. Постао је први заменик директора за научни рад на Институту атомске енергије Курчатов.

## Чернобиљска катастрофа
У време када се десила Чернобиљска катастрофа 26. априла 1986. године, Легасов је био први заменик директора на Институту атомске енергије Курчатов. Постао је кључни члан владине комисије која је формирана да би се истражили узроци катастрофе и планирали ублажавање њених последица. Донео је најважније одлуке како би избегао понављање несреће и обавестио је владу о ситуацији у области катастрофе. Није се устручавао да разговара са колегама научницима и новинарима о сигурносним ризицима уништене електране и инсистирао је на непосредној евакуацији целокупног становништва града Припјат у близини. У августу 1986. представио је извештај совјетске делегације на посебном састанку Међународне агенције за атомску енергију у Бечу. Његов извештај је показао дубину анализе и искрености у дискусији о обиму и последицама трагедије.

## Смрт
Дан после друге годишњице катастрофе, Легасов је починио самоубиство, тако што се обесио у својој канцеларији. Наводно, пре него што је извршио самоубиство, снимио је аудио снимке у којима је открио раније непознате чињенице о катастрофи. Према анализи снимака за Би-Би-Сијев филм Chernobyl Nuclear Disaster, Легасов тврди да је због политичког притиска изоставио спомињање совјетске нуклеарне тајне у свом извештају за Међународну агенцију за нуклеарну енергију, тајну која је чак и од оператера електране крила информације о претходним несрећама и познатим проблемима са дизајном реактора. Програм је имплицирао да је његово самоубиство било барем делимично због његове узнемирености јер није причао о тим факторима у Бечу, због забране да то накнадно учини и због штете која је нанесена његовој каријери због тих покушаја. У новинама Bulletin of the Atomic Scientists написано је да је Легасов постао огорчен због неуспеха власти да се суоче са манама у дизајну.
Легасовљево самоубиство шокирало је совјетску нуклеарну индустрију. Проблем са дизајном контролних шипки у чернобиљском типу РБМК реактора је брзо прихваћен и промењен. Председник Русије Борис Јељцин постхумно је Легасову доделио почасну титулу Хероја Руске Федерације 20. септембра 1996. године за „храброст и јунаштво” показано у његовој истрази катастрофе.
Сахрањен је на гробљу Новодевичје у Москви.